# The Astronaut
 (octobre 2022).
La mise en forme du texte ne suit pas les recommandations de Wikipédia : il faut le « wikifier ».
Les points d'amélioration suivants sont les cas les plus fréquents. Le détail des points à revoir est peut-être précisé sur la page de discussion.
- Les titres sont pré-formatés par le logiciel. Ils ne sont ni en capitales, ni en gras.
- Le texte ne doit pas être écrit en capitales (les noms de famille non plus), ni en gras, ni en italique, ni en « petit »…
- Le gras n'est utilisé que pour surligner le titre de l'article dans l'introduction, une seule fois.
- L'italique est rarement utilisé : mots en langue étrangère, titres d'œuvres, noms de bateaux, etc.
- Les citations ne sont pas en italique mais en corps de texte normal. Elles sont entourées par des guillemets français : « et ».
- Les listes à puces sont à éviter, des paragraphes rédigés étant largement préférés. Les tableaux sont à réserver à la présentation de données structurées (résultats, etc.).
- Les appels de note de bas de page (petits chiffres en exposant, introduits par l'outil «  Source ») sont à placer entre la fin de phrase et le point final[comme ça].
- Les liens internes (vers d'autres articles de Wikipédia) sont à choisir avec parcimonie. Créez des liens vers des articles approfondissant le sujet. Les termes génériques sans rapport avec le sujet sont à éviter, ainsi que les répétitions de liens vers un même terme.
- Les liens externes sont à placer uniquement dans une section « Liens externes », à la fin de l'article. Ces liens sont à choisir avec parcimonie suivant les règles définies. Si un lien sert de source à l'article, son insertion dans le texte est à faire par les notes de bas de page.
- La présentation des références doit suivre les conventions bibliographiques. Il est recommandé d'utiliser les modèles {{Ouvrage}}, {{Chapitre}}, {{Article}}, {{Lien web}} et/ou {{Bibliographie}}. Le mode d'édition visuel peut mettre en forme automatiquement les références.
- Insérer une infobox (cadre d'informations à droite) n'est pas obligatoire pour parachever la mise en page.

Pour une aide détaillée, merci de consulter Aide:Wikification.
Si vous pensez que ces points ont été résolus, vous pouvez retirer ce bandeau et améliorer la mise en forme d'un autre article.
Singles de Jin
Super Tuna
(2021)
The Astronaut est une chanson du chanteur sud-coréen Jin de BTS, sortie le 28 octobre 2022, elle est son premier single solo. Co-écrite par Jin, le groupe de rock britannique Coldplay - qui a précédemment collaboré avec BTS sur "My Universe", le DJ norvégien Kygo qui a produit le morceau avec Bill Rahko et le fils de Chris Martin, Moses Martin, la chanson parle de l'affection et de la relation de Jin avec ses fans. Il explore les thèmes de la connexion et de l'amour à travers l'utilisation d'un motif cosmique récurrent privilégié à la fois par le groupe et le chanteur, comme en témoignent d'autres chansons qu'ils ont écrites.
Décrit comme "un cadeau pour les fans", il a été publié avant l'enrôlement pour le service militaire de Jin, qui devrait avoir lieu peu de temps après. Le single est disponible en format numérique et en format CD. Un clip vidéo d'accompagnement dépeint le chanteur comme un astronaute extraterrestre qui s'écrase accidentellement sur Terre et doit finalement choisir entre rester avec sa famille retrouvée ou retourner sur sa planète natale.

## Contexte et sortie
Le 15 octobre 2022, lors du concert gratuit de BTS "Yet to Come in Busan", Jin a révélé qu'il serait le prochain membre du groupe, après J-Hope, à sortir un projet solo. S'adressant au public, il a déclaré : "Ce n'est pas un grand album ou quoi que ce soit, c'est juste un single. J'ai pu travailler avec quelqu'un que j'ai toujours beaucoup aimé, donc je vais sortir une nouvelle chanson." Le jour suivant, Big Hit Music a publié un communiqué confirmant que les membres de BTS accompliront leur service militaire obligatoire et que Jin sera le premier membre à s'enrôler après la fin de la promotion de son album solo. Plusieurs articles publiés par la suite par des médias coréens ont rapporté que la chanson avait été offerte à Jin par Coldplay et qu'elle sortirait à la fin du mois, bien que Big Hit n'ait fourni aucun détail sur le single à ce moment-là. Les déclarations initiales du label en réponse à toutes les spéculations n'ont ni confirmé ni démenti les rapports, la société disant seulement que les détails seraient fournis à une date ultérieure - elle a finalement confirmé la date de fin de mois à Newsen et YTN,.
Big Hit a officiellement annoncé le single via Weverse le 18 octobre, et a déclaré qu'il était censé être un "cadeau" pour les fans de Jin, les ARMY. Un calendrier de promotion décrivant le déploiement du single, intitulé "The Astronaut", a été publié plus tard le même jour. L'affiche officielle du single, partagée le lendemain, a confirmé que la chanson était une collaboration entre Jin et Coldplay - les deux artistes étaient mentionnés comme coauteurs sur l'affiche. Le chanteur avait développé une étroite amitié avec le groupe après leur collaboration sur le single "My Universe", et la chanson est née de discussions ultérieures entre les deux artistes sur le fait que le premier " devait partir pendant un certain temps " en raison de son engagement militaire, et que ses camarades de groupe et ses fans lui manquaient pendant cette période.
La première des trois séries de photos conceptuelles a été publiée le 23 octobre. Intitulées "Outlander", les images montrent Jin "debout au milieu d'arbustes verts" entouré d'accessoires en forme de planète tout en "tenant une grande sphère semblable à Jupiter" puis "posant sur un fond bleu étoilé". La deuxième série de photos conceptuelles, intitulée "Lunar Eclipse", a été publiée le lendemain et montre Jin coiffé avec ses cheveux en arrière, tout en noir, portant une veste en cuir et des converse, que Uproxx décrit comme "donnant un look simple et moderne."  Un teaser du clip est sorti le 26 octobre.

### Format
"The Astronaut" est disponible en version numérique et en tant que CD single. Deux versions du CD sont sorties. Toutes deux comprennent un livre de photos, une carte des paroles, une carte postale, des autocollants, une carte photo et un poster. Une édition exclusive Target a également été publiée. La période de précommande du CD a été ouverte le 19 octobre.

## Musique et paroles
"The Astronaut" est une chanson pop rock, coécrite par Coldplay, Jin et Kygo, qui a coproduit le single avec Bill Rahko. La chanson comporte une guitare acoustique et des " sons synthétiques qui montent progressivement " dans son instrumentation. Un tweet vidéo posté par Coldplay le 27 octobre a révélé une seule ligne de paroles de la chanson. La vidéo montrait un fichier audio, étiqueté avec le titre du single, contenant " une piste d'accompagnement isolée " de la voix de Chris Martin que l'on entend chanter " When I'm with you, there is no one else / I get heaven to myself when I'm with you. " Précédemment décrite comme exprimant l'affection de Jin pour ses fans, les paroles de la chanson "rendent hommage à un être cher - ou à un groupe d'entre eux - en lançant son regard vers le ciel et en se propulsant dans l'espace". Il fait écho aux sentiments exprimés dans "My Universe" et dans sa chanson solo "Moon" de 2020, tirée du quatrième album studio de BTS, "Map of the Soul : 7, qui faisait du chanteur le satellite du titre et de ses fans la Terre, Jin fait une autre "déclaration ardente en s'imaginant flotter au-dessus de notre planète", d'une voix douce "étincelante de gratitude" en chantant le vers "When I'm with you" du refrain de la chanson. À l'instar de la métaphore cosmique que Coldplay a utilisée tout au long de sa carrière, d'abord dans "Yellow", puis dans son intégralité dans "Music of the Spheres" (2022), Jin invoque "l'immensité de l'au-delà pour résumer l'échelle galactique de ses sentiments". Au fur et à mesure que la chanson progresse, la " sincérité sérieuse " de ses dédicaces augmente alors que le chanteur vante " la force de sa relation " dans des lignes telles que " You and me / Like a star that doesn't shatter ", " Just as the Milky Way shines upon the darkest roads / You were shining towards me ", et " The only light found in the darkness / On my path to you ".

## Réception critique
Dans une critique majoritairement positive (4 étoiles), parue dans le NME, la journaliste musicale Rhian Daly a décrit "The Astronaut" comme "un joyau aux yeux étoilés qui brille d'amour", avec des éloges pour le "romantisme exacerbé" des paroles de la chanson, écrivant qu'elle "sert à éclairer encore plus la parenté entre Coldplay et Jin, et leur façon de penser à l'amour et aux personnes importantes pour eux". Elle a souligné le "registre légèrement plus profond" utilisé par Jin sur le morceau comme "un mouvement qui ajoute une texture fraîche et veloutée à son intonation sans compromettre l'émotion toujours palpable dans sa voix" et a estimé que la chanson mettait en valeur "la star de BTS à son meilleur niveau" vocalement. Daly a cependant noté qu'elle ressemblait "plus distinctement à une chanson de Coldplay qu'à une chanson de Jin... [car] son identité artistique individuelle n'a pas encore beaucoup de place pour se manifester", mais a conclu que le chanteur "a beaucoup d'années devant lui pour se définir. "  Écrivant pour Billboard, Jeff Benjamin a estimé que le "son rock aux dimensions d'un stade" de Coldplay était le "lit parfait pour la voix stable et apaisante de Jin" et a noté que le chanteur, connu pour apporter des " émotions brutes à ses ballades " telles que " Awake " et "Epiphany", était " capable de capturer la même approche sentimentale dans une chanson pop-rock plus entrainante et dynamique. "  Lai Frances de MTV a estimé que la chanson "peut être considérée comme le projet passionnel ultime" et, contrairement à Daly, a estimé que "le chemin artistique de Jin boucle la boucle". Il a qualifié la chanson de " lettre d'amour aux Army" et, d'un point de vue plus personnel, de " métaphore sonore de la propre histoire de Jin, alors qu'il arrive dans un nouveau chapitre inexploré de sa vie. "

## Vidéoclip
Un Logo Trailer de 2 minutes a été publié sur YouTube le jour de l'annonce officielle du single. Le clip met en scène un minuscule astronaute sortant de l'écoutille d'une station spatiale en forme de A, en orbite au-dessus de la Terre. Il dérive lentement dans la "sombre étendue de l'espace" puis voyage "à travers une pluie de météores, passant devant des lunes et des planètes, des satellites et des champs d'astéroïdes" - à un moment donné, un chien ressemblant à Jjangu, l'animal de compagnie de Jin, est également vu sur une météoroïde- à des vitesses croissantes, avant de tomber sur une "source de lumière d'un autre monde" qui l'enveloppe alors complètement dans une brume violette brillante. Un logo stylisé du titre de la chanson apparaît à l'écran et le clip se termine.
Conformément au calendrier de promotion du single, un teaser du clip a été diffusé le 26 octobre. Le court clip, d'une durée de 38 secondes, montre Jin regardant au loin, assis au sommet d'une colline surplombant un paysage aride. On aperçoit un casque sur le sol à côté de lui. L'angle de la caméra change pour révéler une soucoupe volante géante écrasée qui brûle devant lui,.

### Synopsis
Tourné aux États-Unis, le vidéoclip complet a été diffusé pour la première fois sur YouTube le 28 octobre. Jin y incarne un astronaute extraterrestre vivant sur Terre, après y avoir accidentellement atterri en catastrophe. Le clip s'ouvre sur les mêmes images que celles du teaser, puis passe à Jin aujourd’hui, faisant des mots croisés dans sa chambre. Il aperçoit par la fenêtre un rayon lumineux dans le ciel - qui le rappelle à sa planète d'origine - et quitte sa maison avec son casque (vu dans le teaser), avec l'intention de se rendre à l'emplacement du rayon lumineux et de retourner sur sa planète. Dehors, il est accueilli par une jeune fille avec laquelle il s'est lié d'amitié sur Terre et place le casque sur sa tête en guise d'adieu. Le reste de la vidéo montre le voyage de Jin vers le site du crash. Il court sur une partie du trajet, marche dans une rue bondée, croise à un moment donné une combinaison spatiale sur le trottoir, puis fait le reste du chemin à vélo. Un souvenir de lui aidant son ami à apprendre à faire du vélo est vu comme un flashback. En arrivant sur le site du crash, Jin est transporté dans une galaxie violette. Des scènes où on le voit chanter la chanson sont entrecoupées de flashbacks d'autres " moments d'émerveillement et de joie " qu'il a vécus avec son amie pendant son séjour sur Terre. Décidant finalement de rester " là où existent ses proches et ses objets précieux ", Jin tourne le dos au vaisseau spatial, qui repart sans lui, et finit par faire du stop. On le voit sourire d'un air satisfait alors que le camion s'éloigne. Un plan de lui tenant un dessin intitulé "Home" - car il a trouvé sa "vraie maison" - est intercalé avec la scène du camion. La vidéo se termine avec Jin en train de faire des mots croisés dans sa chambre. Alors qu'il remplit le mot " famille ", on entend le son d'une sonnette de vélo retentir à l'extérieur.
Chris Martin fait un bref caméo dans une scène, dans le rôle d'un présentateur de journal télévisé qui annonce l'observation du rayon lumineux.
La sortie d'une vidéo lyrique est prévue pour le 30 octobre.

## Performances en direct
Jin est apparu en tant qu'invité spécial lors du concert de Coldplay au Estadio River Plate Stadium à Buenos Aires en Argentine, qui s'est tenu le même jour que la sortie du single, et a interprété la chanson en direct pour la première fois avec le groupe. Le concert a été retransmis en direct dans plus de 3 500 salles de cinéma dans plus de 70 pays, dans le cadre d'un événement cinématographique spécial en direct, pendant la partie Amérique latine de la tournée Music of the Spheres World Tour du groupe. La performance est ensuite publiée sur YouTube par Big Hit.Le magazine Rolling Stone a partagé des photos exclusives des coulisses de Jin en train de répéter avec le groupe le 27 octobre, ainsi qu'une vidéo de lui en train de chanter (le son est coupé) pendant que Chris Martin l'accompagne à la guitare.

## Crédits
- Kygo - production, écriture, programmation
- Bill Rahko - production, clavier, programmation
- Guy Berryman - écriture, basse
- Jonny Buckland - écriture, guitare
- Will Champion - écriture, batterie, percussion
- Chris Martin - écriture, clavier, guitare, voix de fond
- Jin - écriture, chant principal
- Joan La Barbara - écriture
- Jóhann Jóhannsson - écriture
- Moses Martin - écriture, chants de fond
- Max Martin - production, clavier
- Daniel Green - production, clavier, programmation, ingénierie
- Michael Ilbert - production, ingénierie
- Oscar Holter - production, clavier, programmation
- James Keys - chants de fond
- Pdogg - arrangement vocal, ingénierie
- Serban Ghenea - mixage

## Dates de sortie
| Région       | Date            | Format(s)                                   | Label         | Ref.   |
| ------------ | --------------- | ------------------------------------------- | ------------- | ------ |
| Corée du Sud | 28 octobre 2022 | - CD - Téléchargement numérique - streaming | Big Hit Music |        |
| Divers       | 28 octobre 2022 | - CD - Téléchargement numérique - streaming | Big Hit Music | ,      |
| Japon        | 6 novembre 2022 | CD                                          | Big Hit Music | [ 30 ] |
| Europe       | 2 décembre 2022 | CD                                          | Big Hit Music |        |
| États-Unis   | 2 décembre 2022 | CD                                          | Big Hit Music | [ 31 ] |